# Nikos Engonopoulos

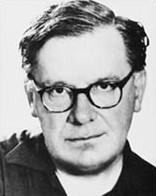
Nikos Engonopoulos

Nikos Engonopoulos (griechisch Νίκος Εγγονόπουλος; * 21. Oktober 1907 in Athen; † 31. Oktober 1985 in Athen) war ein griechischer Maler und Dichter.

## Leben
Nikos Engonopoulos, Sohn eines Unternehmers, pendelte zwischen Athen und dessen Firmensitz in Konstantinopel hin und her. Als 1914 die ganze Familie zu einem Ferienaufenthalt nach Konstantinopel reiste, wurde sie vom Kriegsbeginn überrascht und musste bis zum Kriegsende 1918 in der Türkei verharren. Engonopoulos besuchte zwischen 1919 und 1927 ein Pariser Gymnasium und absolvierte 1927/28 seinen Wehrdienst in Griechenland. Zwischen 1928 und 1930 arbeitete er als Übersetzer bei einer Bank und als Sekretär an der Universität Athen. Anschließend war er zwischen 1930 und 1933 als technischer Zeichner beim Städtebauamt im Ministerium für Öffentliche Bauten angestellt. Von 1934 bis 1945 arbeitete er als höherer Beamter beim Ministerium für Öffentliche Bauten in Athen. Engonopoulos wurde 1941 nach Beginn des Krieges gegen die faschistischen Achsenmächte Italien und Deutschland zur Armee einberufen und sofort an die albanische Front versetzt. Dort geriet er in deutsche Gefangenschaft und wurde in ein Arbeitslager verschleppt, aus dem er fliehen konnte. Zwischen 1945 und 1964 war er als Dozent und zwischen 1967 und 1973 als ordentlicher Professor und Lehrstuhlinhaber für Freies Zeichnen an der Nationalen Technischen Universität Athen tätig.
Zwischen 1932 und 1940 absolvierte Engonopoulos ein Abendstudium bei Konstantinos Parthenis und Fotis Kontoglou an der Hochschule der Bildenden Künste Athen. Von 1938 sind seine Gemälde, Zeichnungen und Serigrafien Teil vieler Gruppenausstellungen, aber auch die Liste mit seinen Einzelausstellungen im In- und Ausland ist sehr lang. Von Mitte der 1930er Jahre an arbeitete Engonopoulos sehr erfolgreich auch als Bühnen- und Kostümbildner für zahlreiche Theateraufführungen. Er gehörte als Lyriker (neben Giorgos Seferis, Odysseas Elytis, Andreas Embirikos u. a.) zu der sogenannten „Generation der 30er-Jahre“ und prägte entscheidend die surrealistische Bewegung Griechenlands. Neben vielen Auszeichnungen und Preisen für seine Malerei erhielt Engonopoulos 1958 und 1979 den Ersten Staatspreis für Dichtung.

## Veröffentlichungen (Lyrik & Prosa)
- Unterhaltungen mit dem Fahrer verboten (1938)
- Die Klaviere der Stille (1939)
- Bolivar (1944)
- Die Rückkehr der Vögel (1946)
- Eleusis (1948)
- Der Atlantik (1954)
- In blühender griechischer Sprache (1957)
- Im Tal mit den Rosen (1978)

## Zitate
- „Das Wichtigste während der Anfänge der surrealistischen Bewegung in Griechenland war, daß Nikos Engonopoulos, dessen Gedichte urplötzlich und mit ungewöhnlicher Kraft einschlugen, den Flügel der ‚Kompromisslosen‘ stärkte. Er war ein geborener Orthodoxer. Vom Surrealismus durchdrungen wie von Elektrizität der Lichtmast. Der keine Berührung duldete, es sei denn, man war ihm zuliebe bereit, einen starken Schlag auszuhalten. Unnahbar, misstrauisch, streitsüchtig, hatte er es lange Zeit abgelehnt, mit uns zusammenzuarbeiten. Aber seine Stimme, und sei es nur von weitem, erreichte uns doch sofort […]“ Odysseas Elytis
- „Ich war nie ein systematischer Schriftsteller, ein systematischer Autor, ein littérateur. Die große Liebe meines Lebens gilt ausschließlich der Malerei. Jede Stunde, die ich nicht der Malerei widme, scheint mir eine verlorene Stunde. Aber ein Bild verlangt natürlich nicht die ständige Hingabe des Denkens und des Herzens. Es gibt Momente, in denen die Hand sozusagen wie von allein zeichnet. Das Gehirn jedoch arbeitet immer. Und davon profitiere ich und überlege mir verschiedene Dinge, oder, für gewöhnlich, denk ich mir Lieder aus. Wenn ich nach der Arbeit diese Lieder aufschreibe, ist es gut, wenn nicht, vergeß ich sie wieder […] Nach einiger Überlegung, und nach meiner Erklärung, daß ich nie ein ‚systematischer‘ Schriftsteller gewesen sei, fühle ich mich bemüßigt zu erklären, daß ich auch nie ein ‚professioneller‘ Maler war […]“ Nikos Engonopoulos (1977)
- „Er, rotgesichtig, mit leuchtenden Augen und einer außerordentlich suggestiven Stimme, trug ständig ein schmales goldenes Kettchen um den Hals und einen dicken goldenen Ring am Zeigefinger seiner rechten Hand, den man unmöglich übersehen konnte. Entweder er sprach mit weit ausholenden Handbewegungen, oder er schwieg mit abgespreiztem Finger, ähnlich den Figuren, die er malte und die, in den meisten Details, byzantinischen Vorbildern glichen. Kein anderer kannte die französische Dichtung so gut wie er. Es genügte die kleinste Anspielung auf einen Text – und wäre es der abwegigste gewesen, der verlorenste im Reich der französischen Literatur des Mittelalters –, daß er ihn in perfektester Aussprache und mit Bravour zu Ende rezitierte.“ Odysseas Elytis

(aus: Nikos Engonopoulos – Unterhaltungen mit dem Fahrer verboten)